# 比嘉靖
比嘉 靖（ひが やすし、1973年9月9日 - ）は、沖縄県宜野湾市出身の元バスケットボール選手・プロバスケットボール指導者である。

## 来歴
沖縄県宜野湾市立嘉数中学校、中部工業高校（現、美来工科高校）から大阪体育大学を経て、松下電器に入社しバスケットボール部に所属。1年目より新人王を獲得する活躍を見せた。
2001年に現役引退とともにアシスタントコーチに就任。
2005年、天日謙作ヘッドコーチとともに松下を退社。大阪エヴェッサのアシスタントコーチに就任し、bjリーグ初代王座獲得に貢献した。
2006年からはチーム統括部長も兼任。